# 1222 (szám)
Az 1222 (római számmal: MCCXXII) az 1221 és 1223 között található természetes szám.

## A szám a matematikában
A tízes számrendszerbeli 1222-es a kettes számrendszerben 10011000110, a nyolcas számrendszerben 2306, a tizenhatos számrendszerben 4C6 alakban írható fel.
Az 1222 páros szám, összetett szám, szfenikus szám. Kanonikus alakja 21 · 131 · 471, normálalakban az 1,222 · 103 szorzattal írható fel. Nyolc osztója van a természetes számok halmazán, ezek növekvő sorrendben: 1, 2, 13, 26, 47, 94, 611 és 1222.
Hatszögalapú piramisszám.
Érinthetetlen szám: nem áll elő pozitív egész számok valódiosztóösszeg-függvényeként.

## Csillagászat
- 1222 Tina kisbolygó